# Tore Rilton
Tore Rilton, född 18 juli 1904 i Göteborg, död 7 september 1983, var en svensk läkare och schackspelare. Han hade en privatpraktik på Norrmalmstorg i Stockholm, men efter pensionen flyttade han tillbaka till Göteborg. 
Tore Rilton var barnlös och hans tillgångar fördelades efter hans död i två delar. Göteborgs konstmuseum fick en stor konstskatt, med bland annat Picasso, Paul Klee och Kandinsky. Den nybildade stiftelsen Riltonfonden fick 8 miljoner kronor (drygt 5 miljoner efter skatt). Avkastningen från fonden ger ca en miljon kronor årligen till svenskt schack, varav ca två tredjedelar går till Stockholms schackförbund för att arrangera schackturneringen Rilton Cup i Stockholm.